# MGP系列衝鋒槍
MGP是一系列由秘鲁海軍的SIMA-CEFAR工廠自1980年代起研製及生產的冲锋枪和半自動手槍槍族，发射9×19毫米帕拉貝倫口徑手枪子彈。
MGP系列是為了秘魯海軍（西班牙語：Marina de Guerra del Perú）而生產。儘管MGP系列被歸類為緊湊的衝鋒槍，但他們可被形容為笨重的手槍。

## 概述
MGP系列衝鋒槍的設計是比較簡單的反沖作用，以開放式槍栓射擊。他們配備了折疊槍托，以便對更遠的距離射擊時武器更穩定。MGP系列所有的衝鋒槍都可以安裝消聲器，並且可以使用烏茲衝鋒槍的可拆卸式彈匣。

## 衍生型

### MGP-79/79A
MGP-79是第一種MGP系列衝鋒槍，在1979年至1985年期間生產的，亦且被秘魯安全部隊所使用，包括執法機關和军队。槍管可以被擰下來，取而代之的是一根連消音器的槍管以便執行秘密任務。此外，機匣前端有部分區域具有螺紋，用於裝上一個穿孔的槍管保護罩，令使用者更容易使用以及瞄準目標。
其槍托摺疊時是沿著其機匣的右邊折疊，折疊後的槍托可充當前握把使用。

### MGP-87
MGP-87是MGP-79A的升級版本，在1987年開始生產。和它的前身相比，此槍更為緊湊。和MGP-79/79A一樣，槍管可以被擰下來，取而代之的是一根連消音器的槍管以便執行秘密任務。

### MGP-15
MGP-15在1990年開始生產。在裝備MGP-15後的秘鲁特種部隊後不久就開始取代白朗寧大威力半自動手枪（Browning Hi-Power）。

#### MGP-84
MGP-84是MGP-15的升級版本。主要是適合近身保護要人（Very important person）的用途。

##### MGP-14
MGP-14是MGP-84的半自動射擊型戰鬥衝鋒槍版本，其中還有一個可折疊式前握把。前稱為MGP-84C。也被稱為MGP-14“微型”或是MGP-14式手槍。